# マティルド1世 (ヌヴェール女伯)
マティルド1世（フランス語：Mathilde I, 1188年 - 1257年7月29日）、マティルド・ド・クルトネー（Mathilde de Courtenay）またはマオー・ド・クルトネー（Mahaut de Courtenay）は、ヌヴェール女伯、オセール女伯およびトネール女伯（在位：1192年 - 1257年）。ラテン皇帝ピエール2世・ド・クルトネーとヌヴェール女伯アニェス1世の一人娘。エルヴェ4世・ド・ドンジーと、その後フォレ伯ギーニュ4世と結婚した。

## 生涯

### 結婚
フランス王フィリップ2世の従兄弟ピエール2世・ド・クルトネーは、ヌヴェール女伯アニェス1世との結婚により、1184年にヌヴェール伯、オセール伯およびトネール伯となった。その4年後、2人の間に娘マティルドが生まれた。
1198年、マティルドの父ピエール2世はジアン城の所有権を巡ってエルヴェ4世・ド・ドンジーと対立した。エルヴェ4世はコーヌ＝クール＝シュル＝ロワールでピエール2世に勝利し、ピエール2世を捕らえた。フィリップ2世の仲介により、両者は1199年に合意に達した。ピエール2世は解放されるために娘のマティルドをエルヴェ4世と結婚させ、ヌヴェール伯領を割譲することとなった。結婚に向けての合意は1199年10月、おそらく20日に締結された。それにより、ピエール2世の死後にオセール伯領とトネール伯領はエルヴェ4世の領地となることが合意された。
1209年、エルヴェ4世とマティルドはベラリ修道院を創建し、1211年にはノートルダム・ド・レポー修道院を創建した。また、1205年に行われた結婚が翌1212年にようやく教皇インノケンティウス3世により認められた。夫妻は宗教施設に多くの寄進を行った。

### 統治
父ピエール2世の死後、マティルドはオセール伯領およびトネール伯領を相続した。第5回十字軍に参加していたエルヴェ4世はこの知らせを受けてすぐにヨーロッパに戻り、妻が継承した伯領を自らの支配下に置くことに成功した。2年後、マティルドとエルヴェ4世の娘アニェスはサン＝ポル伯ギー2世・ド・シャティヨンと結婚した。
エルヴェ4世・ド・ドンジーは1223年1月22日にサン＝テニャンで死去した。毒殺と考えられている。4年後、マティルドはフォレ伯ギーニュ4世と結婚した。
マティルドは寛大であったことから非常に人気があり、1223年8月15日にドゥルイェ城においてオセールから派遣された代理人に対し特許状に署名した。この特許状はオセールの住民に自由と選挙権を与え、住民のコミューンの誕生を示すものであり、これは1188年にピエール2世によって承認されていたものであった。マティルドは1235年にシトー会の修道女のためにノートルダム＝デュ＝レコンフォール・ド・サジー修道院を創建し、1244年に寄進財産を増やした。
1257年、マティルドが住んでいたドゥルイェ城がレニー修道院の所有物となることが承認された。同年、マティルドはポン・シゾーにある水車小屋をサン・マルタン・ド・ヌヴェール修道院の修道士と100スーの使用料でやりとりした。
マティルドは1257年7月29日にクランジュ＝シュル＝ヨンヌ城で死去し、ノートルダム＝デュ＝レコンフォール・ド・サジー修道院に埋葬された。曾孫のマティルド2世がヌヴェール、オセール、トネール女伯の位を継承した。

## 子女
マティルドとエルヴェ4世・ド・ドンジーの間に以下の子女が生まれた。
- ギヨーム（1207/14年没） - ベアトリス・ド・ヴィエノワと婚約
- アニェス（1205年 - 1225年） - 1217年にフランス王ルイ8世の長子フィリップと結婚したが[7]、フィリップは翌年に死去した。サン＝ポル伯ギー2世（シャティヨン家）と再婚[8]、娘ヨランド・ド・シャティヨン[5]は、ブルボン領主アルシャンボー9世と結婚した[9]。